# اورمزبی سنت مایکل
اورمزبی سنت مایکل (به انگلیسی: Ormesby St Michael) یک روستا و محله مدنی در بریتانیا است که در Great Yarmouth واقع شده‌است. اورمزبی سنت مایکل ۴٫۲۱ کیلومتر مربع مساحت و ۳۰۲ نفر جمعیت دارد.